# Towards the Sun
Towards the Sun – singiel Rihanny pochodzący z soundtracka do animowanego filmu Dom. 
Utwór miał swoją premierę 24 lutego 2015. Piosenkarka w swoje 27. urodziny nagrywała teledysk do tego singla, lecz finalnie klip nie ujrzał światła dziennego. W zamian za to, wydano klip do utworu Jennifer Lopez - Feel The Light.